# Eugen von Daday
Eugen von Daday (n. 24 mai 1855, Buzaș, România – d. 2 aprilie 1920, Budapesta, Regatul Ungariei), cunoscut și ca Jenő von Daday, a fost un profesor de zoologie de etnie română, care a activat în Ungaria la sfârșitul secolului al XIX-lea și începutul secolului al XX-lea. Daday a fost un expert în nevertebrate acvatice, în special crustacee.  Daday a colectat și a identificat multe specii și genuri în interiorul granițelor imperiului maghiar și a primit mostre de nevertebrate de la colecționari din întreaga lume. După moartea sa în 1920, colecția de crustacee a lui Daday a fost achiziționată de Muzeul Maghiar de Istorie Naturală.